# Nikandrosz Galanisz
Nikandrosz Galanisz (ungarisch Galanisz Nikandrosz; * 14. Juli 1988 in Dunaújváros, Ungarn) ist ein ehemaliger  ungarischer Eishockeyspieler, der zuletzt bis 2022 beim DVTK Jegesmedvék in der MOL Liga spielte.

## Karriere
Nikandrosz Galanisz begann seine Karriere als Eishockeyspieler bei Dunaújvárosi Acélbikák, dem Klub seiner Geburtsstadt,ehemaliger für den er 2006 als 18-Jähriger in der ungarischen Eishockeyliga debütierte. Seit 2008 spielte er auch in der MOL Liga, die er mit dem Klub 2012 und 2013, als er Top-Scorer der Playoffs war, gewinnen konnte. 2013 und 2014 wurde er mit seiner Mannschaft ungarischer Meister. Hinzu kommen die Pokalsiege 2008, 2010, 2011, 2012 und 2014. 2015 wechselte er zum amtierenden ungarischen Meister und MOL-Liga-Gewinner DVTK Jegesmedvék, mit dem er 2016 und 2017 ebenfalls die MOL Liga gewinnen konnte. 2022 beendete er seine Karriere und ist seither beim DVTK Jegesmedvék als Assistenztrainer tätig.

### International
Galanisz spielte im Juniorenbereich bei den U18-Weltmeisterschaften 2005 (in der Division II) und 2006 (in der Division I) sowie den U20-Weltmeisterschaften 2006 (in der Division I), 2007 (in der Division II) und der 2008 (erneut in der Division I).
Er nahm mit der ungarischen Herren-Mannschaft erstmals an der Division I der WM 2011 teil. Bei der Weltmeisterschaft der Division I 2012 stand er ebenso im Kader, wie bei der Olympiaqualifikation für 2014. Anschließend wurde er zwar immer wieder in die ungarische Nationalmannschaft berufen, aber nicht mehr für Weltmeisterschaften berücksichtigt.

## Erfolge und Auszeichnungen
- 2005 Aufstieg in die Division I bei der U18-Weltmeisterschaft der Division I, Gruppe B
- 2007 Aufstieg in die Division I bei der U20-Weltmeisterschaft der Division I, Gruppe A
- 2008 Ungarischer Pokalsieger mit Dunaújvárosi Acélbikák
- 2010 Ungarischer Pokalsieger mit Dunaújvárosi Acélbikák
- 2011 Ungarischer Pokalsieger mit Dunaújvárosi Acélbikák
- 2012 Ungarischer Pokalsieger mit Dunaújvárosi Acélbikák
- 2012 Sieger der MOL Liga mit Dunaújvárosi Acélbikák
- 2013 Sieger der MOL Liga mit Dunaújvárosi Acélbikák
- 2013 Top-Scorer der MOL-Liga-Playoffs
- 2013 Ungarischer Meister mit Dunaújvárosi Acélbikák
- 2014 Ungarischer Meister und Pokalsieger mit Dunaújvárosi Acélbikák
- 2016 Ungarischer Meister und Sieger der MOL Liga mit dem DVTK Jegesmedvék
- 2017 Ungarischer Meister und Sieger der MOL Liga mit dem DVTK Jegesmedvék

## MOL-Liga-Statistik
(Stand: Ende der Saison 2017/18)